# لاري غيتس
لاري غيتس (بالإنجليزية: Larry Gates)‏ مواليد 24 سبتمبر 1915 في سانت بول، الولايات المتحدة - الوفاة 12 ديسمبر 1996 في كونيتيكت، الولايات المتحدة، هو ممثل أمريكي بدأ مسيرته الفنية سنة 1952. امتدت مسيرته الفنية لأكثر من 44 عاما.

## الأعمال
- الأخوة ريكو
- قطة على سقف من صفيح ساخن
- حصى الرمال
- في دفء الليل
- المطار

## روابط خارجية
- لاري غيتس على موقع IMDb (الإنجليزية)
- لاري غيتس على موقع ألو سيني (الفرنسية)
- لاري غيتس على موقع أول موفي (الإنجليزية)
- لاري غيتس على موقع قاعدة بيانات برودواي على الإنترنت (الإنجليزية)
- لاري غيتس على موقع قاعدة بيانات الأفلام السويدية (السويدية)
- لاري غيتس على موقع قاعدة بيانات الفيلم (الإنجليزية)
- لاري غيتس على موقع كينوبويسك (الروسية)